# Угорська дуда
Угорська дуда (також відома як tömlősíp і bőrduda) — це традиційна волинка Угорщини. Вона є прикладом групи волинок, які належать до так званих Середньокарпатських волинок.
Існують суперечливі думки щодо точної форми угорської волинки. Кокс описує її як подібну до болгарської волинки, яка має мелодійну трубку (чантер) і басовий бурдон, але не має тенорового бурдона. Бейнс (стор. 77–79) зазначає, що в Угорщині використовується дуда з такою конструкцією, а також угорська волинка з дипле (тобто подвійним каналом у чантері), один з яких дає змінний бурдон, а сама волинка має ще й басовий бурдон. Роберт Брайт у книзі «Travels through Lower Hungary» (1818), яку цитує Флуд (стор. 79), описує угорську волинку як інструмент із двома бурдонами та чантером квадратного перерізу. Фрейзер (стор. 243) містить зображення угорської волинки з одним чантером і одним бурдоном середньої довжини, ймовірно, басовим бурдоном. Цілком можливо, що всі ці форми інструменту можуть використовуватися.

## Особливості

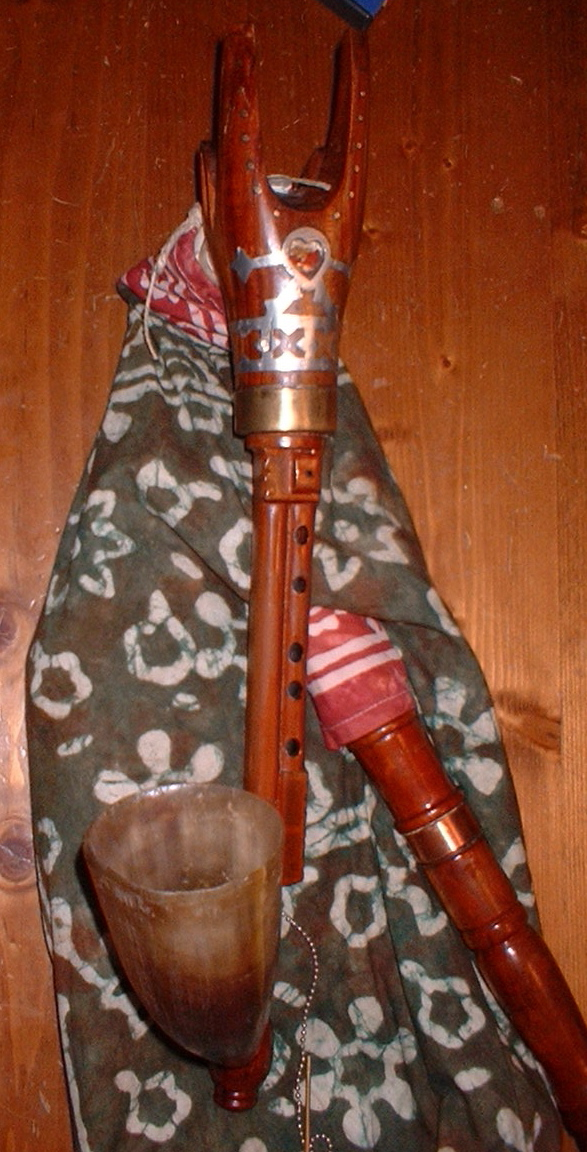
Чантер угорської дуди. Зверніть увагу на подвійний чантер і різьблену головку тварини на корпусі. Одинарний ігровий отвір kontra труби прихований за роговим розтрубом чантеру.

Найхарактернішою особливістю угорської дуди є чантер із подвійним каналом. Один з чантерів, dallamsíp («мелодійна трубка»), грає мелодію в межах октави. Другий чантер, kontrasíp або kontra ("контр-трубка"), має один ігровий отвір і видає або найнижчу ноту на мелодійній трубці, або опускається до домінанти (наприклад, на трубці в тональності Ля він звучить або Ля, або Мі).
Угорська волинка характеризується використанням kontra для надання ритмічного супроводу та зміни звучання бурдону. Мелодійна трубка має "блошиний отвір", що є поширеною особливістю східних волинок: верхній отвір на чантері дуже малий, і його відкриття підвищує висоту будь-якої іншої ноти приблизно на півтону, що робить угорську волинку здебільшого хроматичною в межах її діапазону (не має великої сьомої). У деяких історичних прикладах угорська дуда була налаштована з нейтральною (тобто між великою та малою) третьою та шостою, а павучий отвір був заповнений воском.
Існує значна варіативність у фізичному вигляді дуди в Угорщині, але найпоширенішою формою є чантер, що має основу у вигляді голови тварини (зазвичай схожої на козу) та роговий розтруб на обох kontra і бурдоні. Історично міх часто виготовлявся зі шкіри собак (що призвело до популярної пісні, в якій стверджувалося, що майбутні волинщики повинні "поїхати до пекла, бо саме там знаходяться великі собаки, з яких можна зробити хороші волинки"), але сьогодні шкіра кози є набагато більш поширеним матеріалом.

## Інші варіації
Існують й інші варіації дуди, особливо ті, що граються на межі з Словаччиною та Хорватією, які мають до чотирьох трубок чантеру. У таких прикладах одна рука грає домінанту через октаву на одній трубці, тоді як інша рука грає тоніку через субдомінанту на іншій трубці (у цьому випадку тоніка через субдомінанту не має хроматичних можливостей, окрім половинного закриття отворів, оскільки павучий отвір знаходиться на окремій трубці). Якщо додається четверта трубка, це заглушена трубка з отвором для великого пальця, що звучить октавою, коли її відкривають. (Ці волинки демонструють вплив хорватських та словацьких волинок, обидві з яких часто мають до чотирьох окремих каналів чантеру.)

## Угорська волинка
Угорська волинка відзначається своїм стилем гри, який включає гикаючі звуки, використання високих нот для артикуляції нижчих, що створює характерне ритмічне скрипіння під час гри на інструменті. Цей стиль гри значно вплинув на певні жанри гри на скрипці в Угорщині, а також став характерним для ранньої органної музики в країні: до введення органів, дуда використовувалася для супроводження гімнів у церквах.

## Історія
До 1920-х років дуда була переважним інструментом на святкуваннях у багатьох регіонах Угорщини. Коли угорська економіка покращилася, а пасторальний спосіб життя втратив своє значення, один волинщик на сільському балі чи весіллі поступово був замінений професійними циганськими оркестрами (cigányzenekar), які виконували міський репертуар на більш складних і потужних інструментах. Угорська волинка фактично вимерла, за винятком малих осередків, до 1950-х років, але була "врятована" в рамках угорського фольклорного відродження і сьогодні є дуже популярним інструментом серед угорських фольклорних ансамблів і їхніх шанувальників.
Композиція Бели Бартока «Волинка» з п’ятого тому Мікрокосмосу є фортепіанною п’єсою, яка імітує звучання дуди.

### Фольклор про дуду
Як і в багатьох частинах Європи, волинки в Угорщині асоціювалися з пастухами та пасторальним способом життя, і часто використовувалися у різдвяних сценах для зображення пастухів, що поклоняються Немовляті Ісусу. Водночас дуда була пов'язана з язичницьким способом життя в селі. Окрім згаданої вище пісні, в якій стверджувалося, що волинщики повинні "поїхати до пекла", згідно з статтею Яноша Манги "Угорські волинщики" (Acta ethnographica Academiæ Scientiarum Hungaricæ xiv(1–2):1–97), існувало багато легенд про волинки, які могли грати самі, коли їх вішали на цвях на стіні, або про волинщиків, яких запрошували на відьмині шабаші, щоб грати для сатанинських зібрань. Попри ці історії, дуда ніколи не зазнавала такого ж офіційного осуду в католицькій Угорщині, як волинки в багатьох протестантських країнах.

### Записи
Існує кілька відмінних записів угорської дуди, зокрема CD від груп Téka та Muzsikás, соліста Балажа Іштванфі та Magyar Dudazenekar.

## Зовнішні посилання
- Вікісховище має мультимедійні дані за темою: Угорська дуда